# Marcela Bellas
Marcela Bellas é uma cantora e compositora baiana.
A artista lançou em 2006 o EP Leve, primeira parceria com Tadeu Mascarenhas, que lhe rendeu apresentações em grandes projetos não só na Bahia como em São Paulo.
Em 2009 seu álbum de estreia: Será que caetano vai gostar?. A produção independente contou com a parceria dos músicos Tadeu Mascarenhas e Rovilson Pascoal. 
A cantora define seu estilo musical como Neotropicalista e tem influencias de samba, rock, dub, pop, trip hop e das músicas de Caetano Veloso.
Cantora, compositora e produtora musical, a baiana Marcela Bellas faz parte da nova geração da música brasileira que passeia por diferentes ritmos e gêneros musicais, dando cara ao que se denomina como “Nova MPB”. Reconhecida pela sua trajetória e contribuição à música baiana, Marcela, que é dona de uma voz singular e de uma interpretação única e compassada, capaz de dar vida a cada verso das canções que interpreta, acredita que o popular é o que se conecta com as pessoas e que a arte é atemporal e está em constante mudança. Esse movimento fluido da arte e, mais especificamente, da música, é o que a motiva e inspira a continuar produzindo.
Criativa e inquieta, Marcela está sempre envolvida em diferentes projetos. Além da sua carreira solo e do seu projeto infantil Playgrude, ela ainda atua como produtora musical.
A cantora iniciou a sua carreira em 2009, quando lançou o seu primeiro CD Será que Caetano vai gostar?, produzido por Tadeu Mascarenhas e pelo paulistano Rovilson Pascoal. Logo após o elogiado álbum de estreia, lançou dois novos discos e, desde então, não parou de produzir. Seus álbuns mais recentes foram Beat Bolero, 2020, e o EP Gregório de Matos - Poesia Barroca e Música Baiana, 2021.

Marcela, que se define como uma cantora romântica, já teve canções próprias gravadas por artistas como Júlia Bosco (RJ), Juliana Sinimbú (PA), Saulo (BA), Talita Avelino (SP), Mão de Oito (SP) e Adelmo Casé (BA), além de já ter sido jurada em uma das edições do Festival Educadora FM.

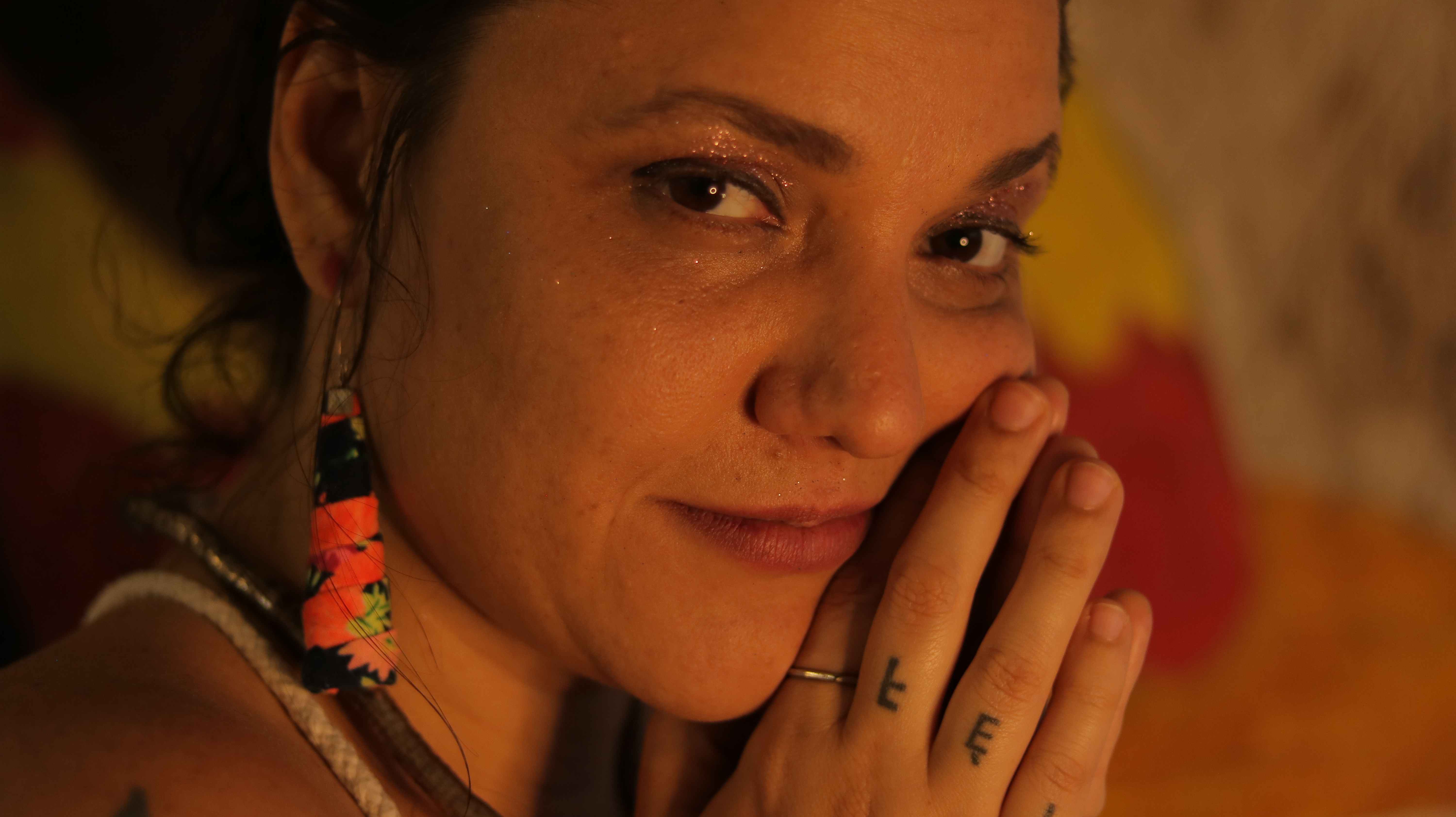
Cantora, Compositora e Produtora Musical